# Scholierenvereniging
Een scholierenvereniging  is een vereniging voor middelbare scholieren die een reeks gebruiken van de studentenverenigingen heeft overgenomen. 

## Vlaanderen
De eerste zogenaamde 'collegebonden' werden rond 1870 opgericht door Albrecht Rodenbach. Ze hebben vaak een doop en organiseren ook cantussen. Nadat de KSA in de jaren 30 hun werking overnam, verdween de meeste binding met het studentenleven. Op dit ogenblik is er één scholierenvereniging in Vlaanderen actief, het NJSV, een nationalistische scholierenvereniging verbonden aan de NSV!.

## Duitstalig Europa

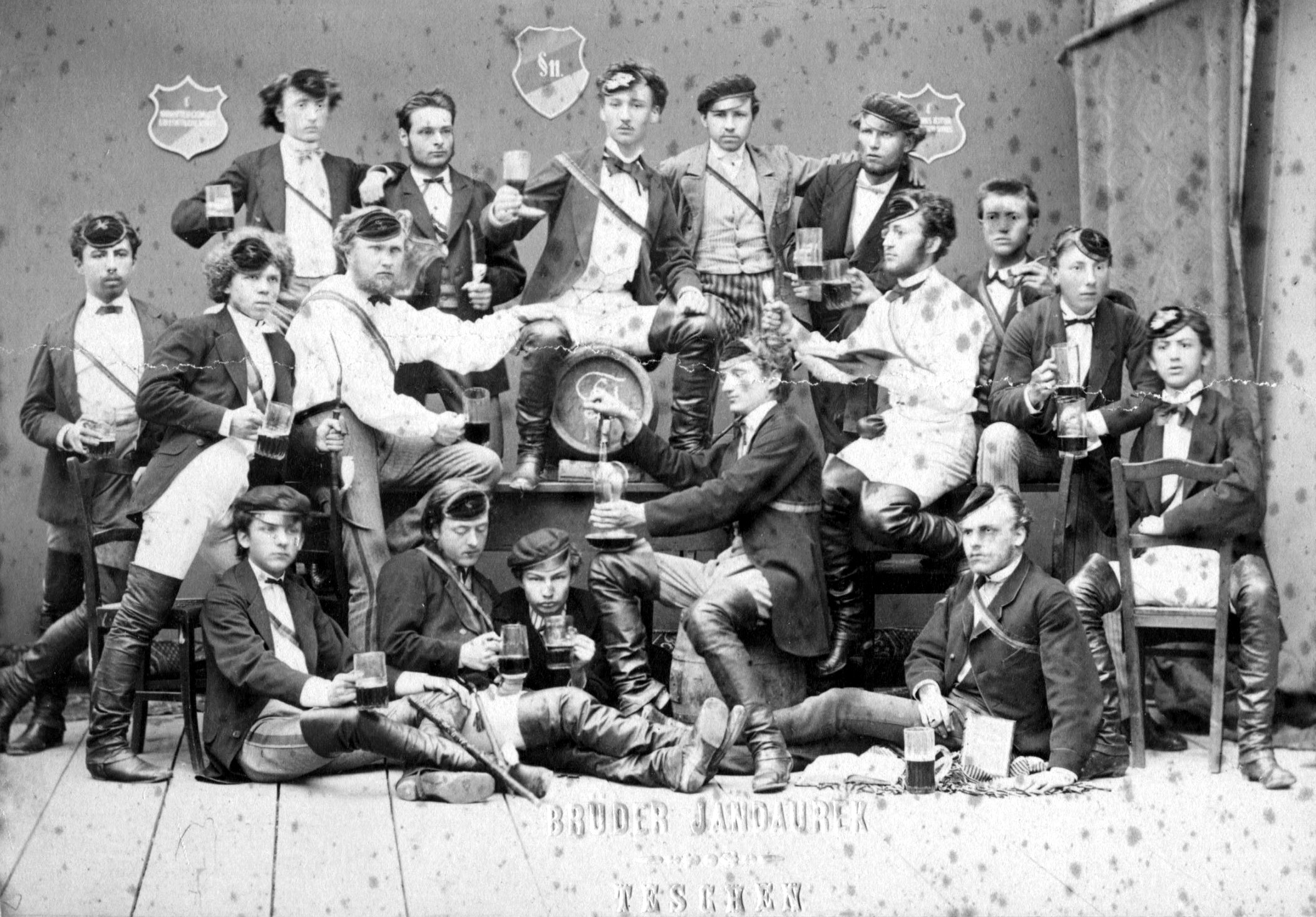
pB! Silesia Teschen (1872)

In Duitstalig Europa, en met name in Zuid-Duitsland en Oostenrijk, bestaan soortgelijke verenigingen. Deze verenigingen hebben eveneens de gebruiken van studentenverenigingen overgenomen. De grootste overkoepelingsorganisatie van scholierenverenigingen is het Mittelschüler-Kartell-Verband (MKV) in Oostenrijk. Naast deze confessionele scholierenverenigingen, bestaan er ook nog pennale Burschenschaften (pB!) en pennale Corps (pC!), bedoeld als scholierenevenknie van respectievelijk de Burschenschaften en de Corps. Deze kennen veelal een verplichte beoefening van de mensuur. Een van de overkoepelingen van schlagende scholierenverenigingen is de Österreichischer Pennäler Ring (ÖPR).
1. ↑  De NSV als metapolitieke voorhoede. Een duik in de kweekvijver van het Vlaams Belang. (Jeffrey De Keyser). www.ethesis.net. Geraadpleegd op 23 november 2024.
2. ↑  Über Uns | MKV – Mittelschüler-Kartell-Verband. www.mkv.at. Geraadpleegd op 23 november 2024.
3. ↑  Österreichischer Pennäler Ring. www.oepr.at. Geraadpleegd op 23 november 2024.